# Карасёв, Андрей Игоревич
Андрей Игоревич Карасёв (бел. Андрэй Ігаравіч Карасёў; род. 26 мая 1991 года) — белорусский футболист, полузащитник клуба «Брестжилстрой».

## Клубная карьера
Играл в основном за дубль брестского «Динамо» (потом ФК «Брест»), а в 2010 году появлялся на поле и в основном составе.
В августе 2012 года перешёл в аренду в пинскую «Волну», в апреле 2013 года аренда была продлена. В составе «Волны» Карасёв стал игроком основы.
В марте 2014 года вновь был арендован «пинчанами». По итогам сезона 2014 «Волна» потеряла место в Первой лиге. В январе 2015 года Андрей вернулся в «Динамо», однако не сумел закрепиться в команде. В результате сезон 2015 начал в составе «Кобрина». Однако по окончании сезона «Кобрин» снялся с республиканских соревнований, а Андрей приостановил свою профессиональную карьеру.
В начале 2020 года стал выступать за «Первый Регион», играющий во Второй лиге, а в начале 20201 перешел в «Брестжилстрой».